# Philotheria ornata
Philotheria ornata är en insektsart som först beskrevs av Victor Lallemand 1942.  Philotheria ornata ingår i släktet Philotheria och familjen Dictyopharidae. Inga underarter finns listade i Catalogue of Life.